# Верхне-Свирская ГЭС
Ве́рхне-Сви́рская ГЭС и́мени С. А. Каза́рова (Верхнесвирская ГЭС, ГЭС-12, Свирь ГЭС-2) — гидроэлектростанция на реке Свири в Подпорожском районе Ленинградской области, в городе Подпорожье. Входит в каскад Свирских ГЭС, являясь его первой, верхней ступенью.
Строительство станции было предусмотрено планом ГОЭЛРО, подготовительные работы по её возведению были начаты в 1932 году, работы на основных сооружениях — в 1938 году. Вскоре после начала Великой Отечественной войны строительство было остановлено и возобновлено в 1947 году, гидроагрегаты ГЭС были пущены в 1951—1952 годах.
Верхне-Свирская ГЭС является объектом культурного наследия России регионального значения. За исключением судоходного шлюза, станция принадлежит ПАО «ТГК-1».

## Природные условия
Верхне-Свирская ГЭС расположена на реке Свири в 127 км от её устья, является первой (верхней) ступенью каскада гидроэлектростанций на этой реке. Площадь водосбора реки в створе ГЭС составляет 67 100 км², среднегодовой расход воды в реке в районе расположения станции составляет 583 м³/с, среднегодовой сток — 18,6 км³. Максимальный расход воды, с повторяемостью один раз в 1000 лет, оценивается в 1770 м³/с. Водный режим Свири полностью зарегулирован Верхнесвирским водохранилищем, боковая приточность не оказывает большого влияния. В ходе весеннего половодья (апрель — май) проходит около 37 % годового стока, самый маловодный период — с января по март. Климат в районе расположения ГЭС умеренно континентальный, с продолжительной, но сравнительно мягкой зимой и умеренно тёплым летом. Среднегодовая сумма осадков составляет 550 мм. В основании сооружений Верхне-Свирской ГЭС залегают девонские глины с прослойками песков.

## Конструкция станции
Верхне-Свирская ГЭС представляет собой низконапорную русловую гидроэлектростанцию (здание ГЭС входит в состав напорного фронта). Сооружения гидроэлектростанции включают в себя земляные плотину и дамбу, бетонную водосбросную плотину, здание ГЭС, судоходный шлюз, ОРУ 110 и 220 кВ, длина напорного фронта — 660 м. Установленная мощность электростанции — 160 МВт, проектная среднегодовая выработка электроэнергии — 591 млн кВт·ч, фактическая среднегодовая выработка электроэнергии — 622,8 млн кВт·ч. По сооружениям гидроэлектростанции со стороны верхнего бьефа проложен автомобильный мост.

### Земляные плотина и дамба
Правобережная земляная плотина расположена между правым берегом и водосбросной плотиной, намыта из песка, противофильтрационных элементов не имеет. Длина плотины составляет 312,75 м, максимальная высота — 31,1 м, максимальная ширина по основанию — 2201 м, ширина по гребню — 13,5 м. С верховой и низовой сторон плотины расположены отсыпанные из камня банкеты, верховой откос сооружения закреплён бетонными плитами, низовой — одерновкой. В плотину намыто 1112 тыс. м³ грунта. Левобережная дамба расположена между судоходным шлюзом и левым берегом, длина дамбы — 350 м.

### Водосбросная плотина
Водосбросная плотина, расположенная между земляной плотиной и зданием ГЭС, предназначена для пропуска воды в сильные паводки либо при остановленных гидроагрегатах. По конструкции водосбросная плотина — гравитационная бетонная распластанного профиля. Длина плотины — 111 м, ширина по основанию — 52,6 м, максимальная высота — 34 м, в плотину уложено 185,5 тыс. м³ бетона. В плотине имеется 3 водосбросных пролёта шириной по 27 м, перекрываемых секторными затворами.
Плотина рассчитана на пропуск 1200 м³/с воды при нормальном подпорном уровне водохранилища и 1620 м³/с — при форсированном уровне. Гашение энергии сбрасываемой воды производится на железобетонной водобойной плите длиной 45 м с зубьями гасителя и водобойной стенкой, за которой расположена рисберма длиной 105 м, выполненная из железобетонных плит. Противофильтрационные сооружения плотины включают в себя анкерный понур длиной 35 м и толщиной 0,3 м.

### Здание ГЭС
Здание ГЭС руслового типа (воспринимает напор воды), длина здания (по подводной части) — 117,75 м. В здание ГЭС уложено 188,4 тыс. м³ бетона. В машинном зале здания ГЭС размещены четыре вертикальных гидроагрегата мощностью по 40 МВт, с поворотно-лопастными турбинами ПЛ 91-ВБ-800, работающими при расчётном напоре 14 м, с пропускной способностью по 1370 м³/с. Турбины приводят в действие гидрогенераторы СВ 1100/145-88. Гидротурбины изготовлены Ленинградским металлическим заводом, гидрогенераторы — заводом «Электросила». Также в машинном зале расположены два мостовых крана грузоподъёмностью по 250 тонн, а в районе монтажной площадки — донные водосбросные отверстия (в период нормальной эксплуатации не используемые).

### Схема выдачи мощности
Электроэнергия вырабатывается генераторами ГЭС на напряжении 15,75 кВ, которое повышается до 110 кВ при помощи двух трёхфазных силовых трансформаторов ТДНГ-31500/110 мощностью по 31,5 МВА и до 220 кВ при помощи шести однофазных силовых трансформаторов ОЦГ-33333/220 (две группы) мощностью по 33,3 МВА. Выдача мощности ГЭС в единую энергосистему производится с открытых распределительных устройств 110 кВ и 220 кВ (расположенных на левом берегу вблизи шлюза) по семи линиям электропередачи:
- ВЛ 220 кВ Верхне-Свирская ГЭС — Нижне-Свирская ГЭС (Л-203);
- ВЛ 220 кВ Верхне-Свирская ГЭС — Нижне-Свирская ГЭС (с отпайками на ПС Подпорожская) (Л-204);
- ВЛ 220 кВ Верхне-Свирская ГЭС — ПС Древлянка (Л-251);
- ВЛ 110 кВ Верхне-Свирская ГЭС — ПС Ольховец (Ольховецкая-1);
- ВЛ 110 кВ Подпорожская-1;
- ВЛ 110 кВ Подпорожская-2;
- ВЛ 110 кВ Подпорожская-3.

### Судоходный шлюз
Судоходный шлюз расположен на левом берегу, между зданием ГЭС и дамбой. Шлюз однониточный однокамерный, длина камеры — 285 м (полная) и 281 м (полезная), ширина — 22 м (полная) и 21,5 м (полезная), минимальная глубина на пороге — 4,05 м. Система питания шлюза — с использованием донных галерей, время заполнения/опорожнения камеры шлюза составляет 8—9 минут. На верхней голове шлюза расположен опускной плоский затвор, на нижней голове — двустворчатые ворота. В шлюз уложено 279,6 тыс. м³ бетона. Помимо камеры, в состав сооружений шлюза входят верхний и нижний подходные каналы с дамбами, а также металлический поворотный мост. Собственником судоходного шлюза является ФБУ «Администрация Волго-Балтийского бассейна внутренних водных путей».

### Водохранилище
Напорные сооружения ГЭС образуют Верхнесвирское водохранилище, включившее в свой состав Онежское озеро, уровень которого был поднят на 0,3 м. Водохранилище состоит из озёрной и речной частей, при этом 96 % его полезного объёма сосредоточено в озёрной части. Площадь водохранилища при нормальном подпорном уровне 9925 км² (в том числе речной части 205 км²), длина 345 км, максимальная ширина 91 км, максимальная глубина 91 м. Полная и полезная ёмкость водохранилища составляет 260,589 км³ и 13,201 км³ соответственно, что позволяет осуществлять многолетнее регулирование стока — водохранилище наполняется в многоводные годы и срабатывается в маловодные. Отметка нормального подпорного уровня водохранилища составляет 33,3 м над уровнем моря (по Балтийской системе высот), форсированного подпорного уровня — 34,3 м в озёрной части и 33,8 м в речной части, уровня мёртвого объёма — 32 м в озёрной части и 29,8 м в речной части. При создании водохранилища было затоплено 1870 га сельхозугодий, перенесено 431 строение.

Сооружения и оборудование Верхне-Свирской ГЭС
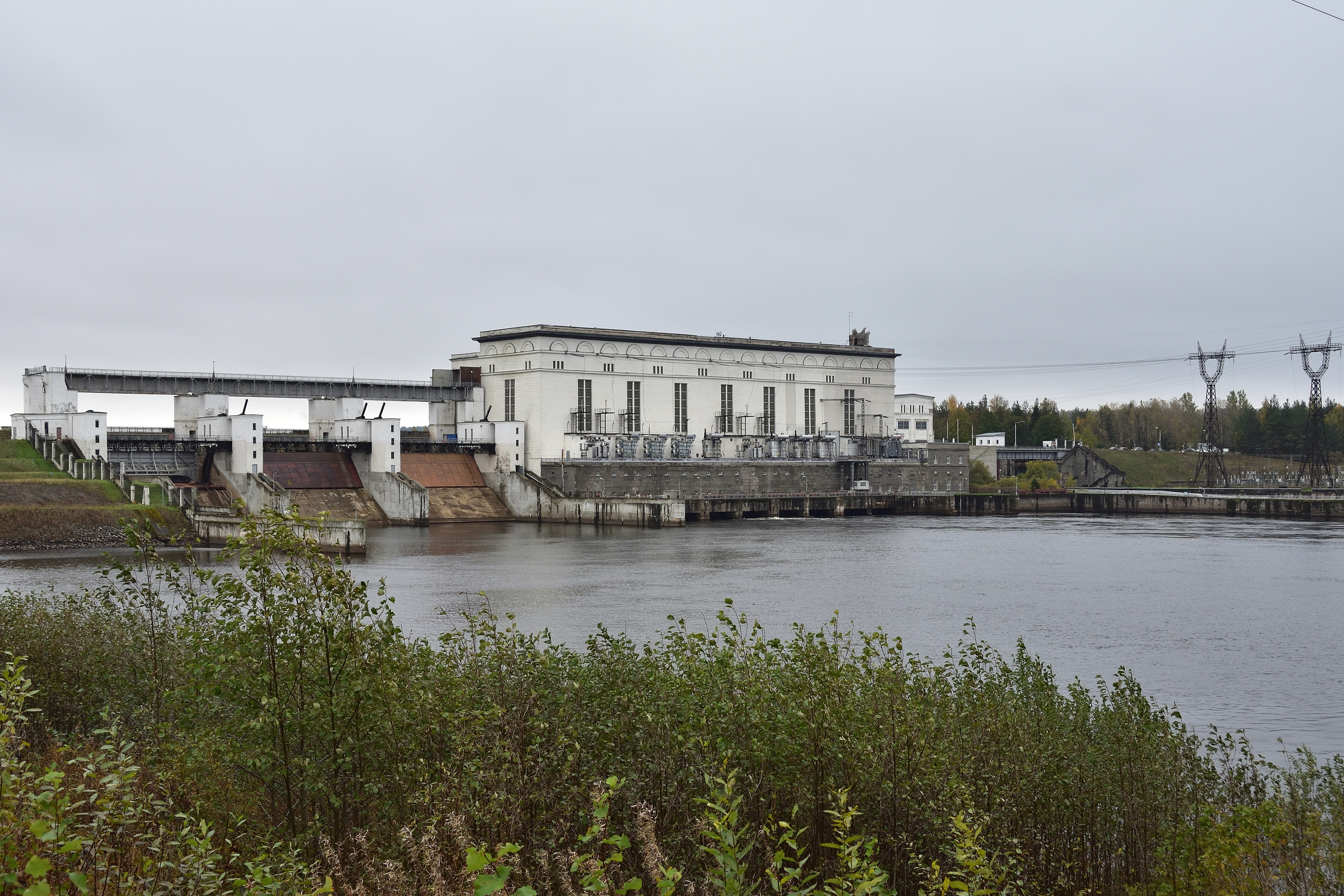
Здание ГЭС и водосбросная плотина
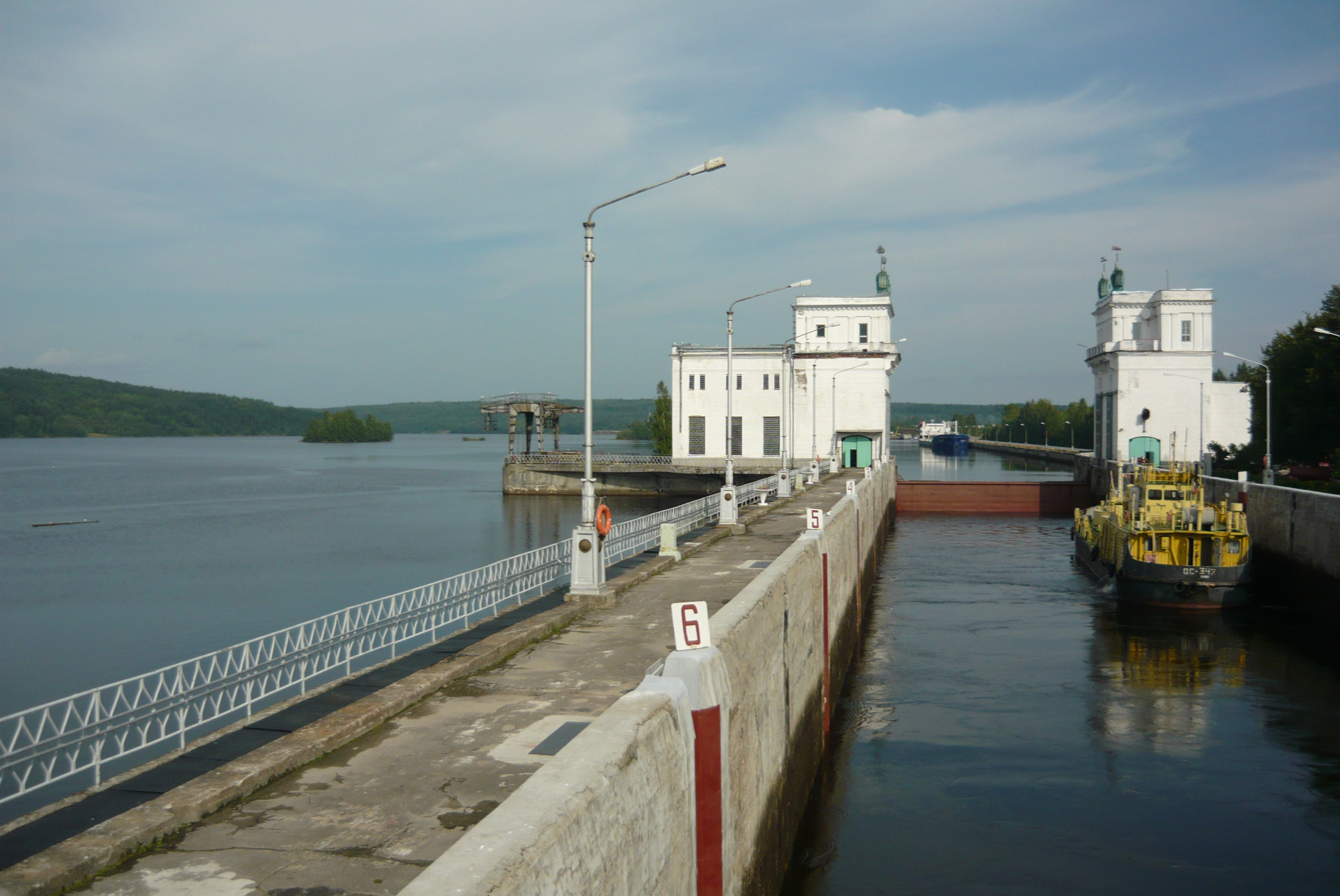
Судоходный шлюз
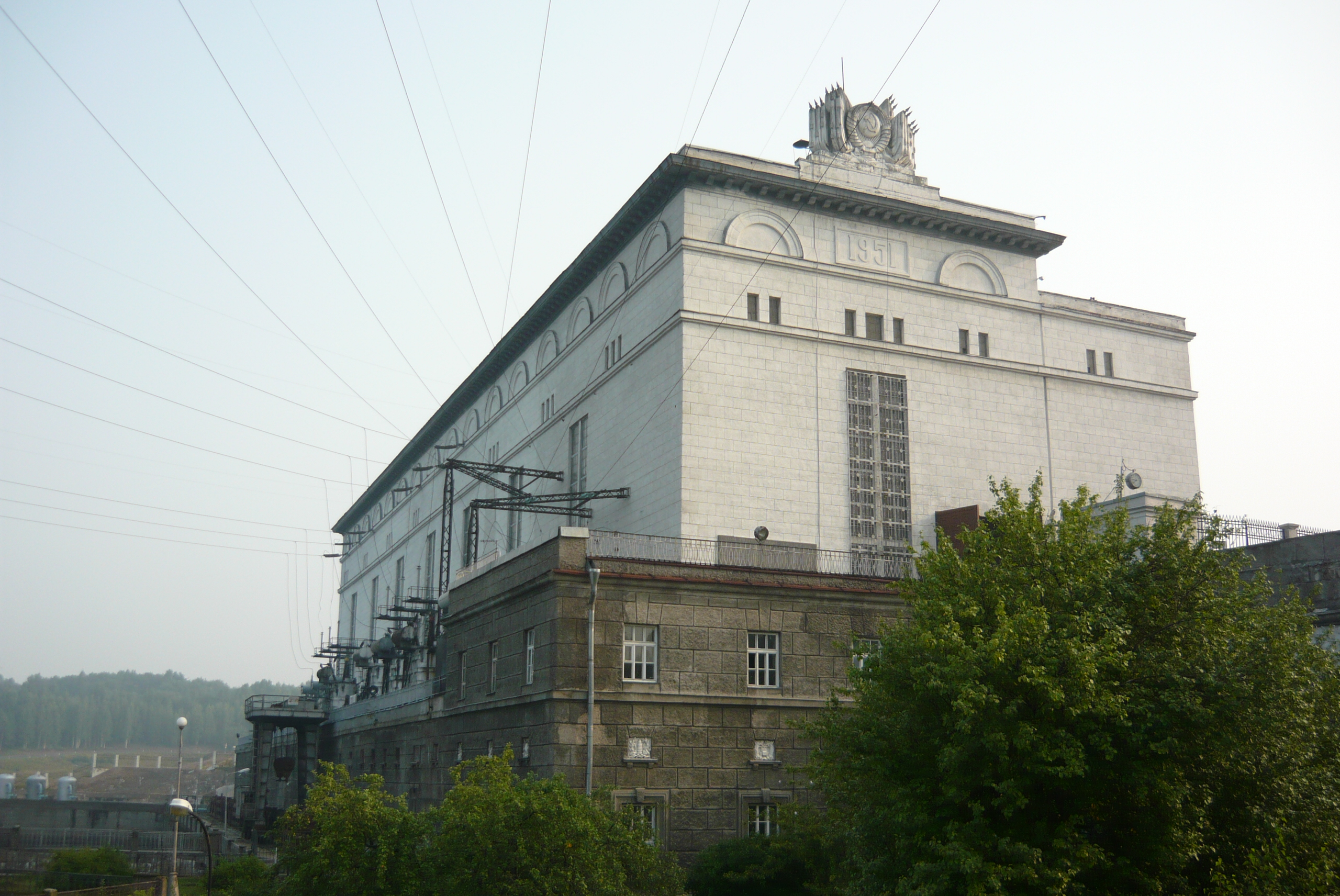
Декоративные элементы на здании ГЭС
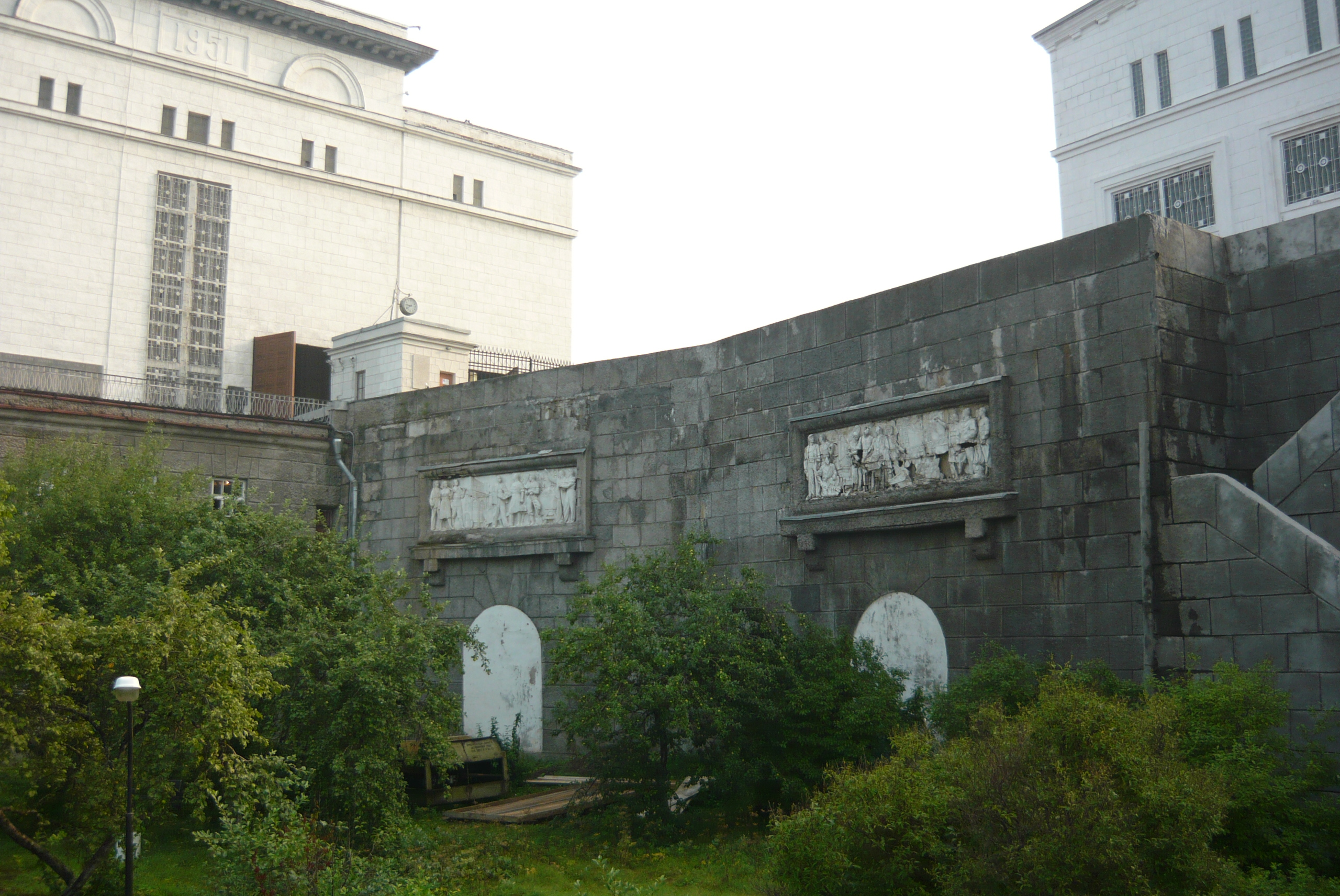
Барельефы

## Экономическое значение
Верхне-Свирская ГЭС работает в пиковой части графика нагрузок энергосистемы Северо-Запада. Обладая ёмким водохранилищем, Верхне-Свирская ГЭС регулирует сток Свири, увеличивая выработку электроэнергии на нижележащей Нижне-Свирской ГЭС. Водохранилище станции является частью Волго-Балтийского водного пути, входящего в Единую глубоководную систему Европейской части России, оно затопило Свирские пороги, существенно затруднявшие судоходство, и обеспечивает необходимую для крупнотоннажного судоходства глубину 4 м. По сооружениям Верхне-Свирской ГЭС проложен мост — один из двух (по состоянию на 2022 год) автомобильных мостов через Свирь. Следствием строительства станции стало появление города Подпорожье, возникшего как посёлок гидростроителей на месте ранее существовавшей деревни.

## История строительства и эксплуатации
Первый эскизный проект гидроэлектростанций на Свири был создан в 1916 году инженером И. В. Егиазаровым по заказу Министерства путей сообщения. Проект подразумевал возведение двух гидроэлектростанций и разборной плотины в истоке Свири. В конце 1917 года «Бюро Свири» (небольшая группа инженеров во главе с Егиазаровым) объединилась с инициативной группой инженеров Морского ведомства, также разрабатывавших проект ГЭС на Свири. В 1918 году была утверждена схема гидроэнергетического использования Свири в составе трёх ступеней — на 17, 96 и 143 километрах течения реки. В утверждённом в 1920 году плане ГОЭЛРО предусматривалось строительство гидроэлектростанций «Свирь-2» (будущая Верхне-Свирская ГЭС) мощностью 120 тысяч л. с. (10 гидроагрегатов мощностью по 12 тысяч л. с.) и «Свирь-3» (будущая Нижне-Свирская ГЭС) мощностью 165 тысяч л. с. (11 гидроагрегатов мощностью по 15 тысяч л. с.). Первоочередной станцией каскада была признана Нижне-Свирская ГЭС, строительство которой было начато в 1927 году и завершено в 1936 году.
В 1929 году была образована Дирекция строящейся гидростанции Свирь № 2 (Верхне-Свирской ГЭС). Проект станции был разработан в 1936 году Ленинградским отделением института «Гидроэнергопроект», главный инженер проекта — А. А. Бережной. При создании проекта использовался опыт проектирования и строительства Нижне-Свирской ГЭС, возведённой в схожих геологических условиях. Подготовительные работы по сооружению станции были начаты в 1932 году управлением строительства (позднее — трестом) «Свирьстрой», к ним привлекались в том числе заключённые «Свирьлага» (до его ликвидации в 1937 году). Работы на основных сооружениях станции были начаты в 1938 году, к июню 1941 году было закончено сооружение базы строительства, выполнено 90 % земляных работ, начата укладка бетона в котловане основных сооружений. Вскоре после начала Великой Отечественной войны сооружение станции было приостановлено, строители ГЭС под руководством Якова Рапопорта в июле 1941 года участвовали в возведении оборонительного рубежа Малая Вишера, Крестцы, озеро Селигер, Осташков. В сентябре 1941 года строительная площадка была захвачена финскими войсками и оставалась под их контролем до июня 1944 года. В ходе войны котлован был затоплен, а все сооружения на строительной площадке в ходе боёв были разрушены.
В 1947 году был утверждён новый технический проект Верхне-Свирской ГЭС, базировавшийся на проекте 1936 года, с уточнением некоторых параметров и проведением дополнительных изысканий. В том же году трест «Свирьстрой» (директор — Б. Н. Никольский, главный инженер — П. С. Непорожний) начал восстановительные работы, а в 1948—1949 годах — работы на основных сооружениях. Бытовые, геологические и климатические условия строительства были очень тяжёлыми, многие работы выполнялись вручную, помимо советских строителей к сооружению станции привлекались немецкие военнопленные. Первый гидроагрегат на пониженном напоре был введён в эксплуатацию 21 декабря 1951 года, три остальных — в 1952 году. В 1953 году Верхне-Свирская ГЭС была выведена на проектную мощность, в 1955 году вместе с Нижне-Свирской ГЭС она вошла в состав структурного подразделения «Ленэнерго» — «Каскад Свирских гидроэлектростанций».
25 декабря 1954 года Верхне-Свирская ГЭС была принята во временную эксплуатацию. Официально строительство Верхне-Свирской ГЭС было завершено 13 февраля 1960 года после приёмки гидроузла в промышленную эксплуатацию. В ходе строительства была произведена выемка 5908 тыс. м³ и насыпь 1436 тыс. м³ мягкого грунта, уложено 495 тыс. м³ каменной наброски, дренажей и фильтров, а также 705 тыс. м³ бетона и железобетона, смонтировано 4000 т металлоконструкций и механизмов. Сметная стоимость строительства гидроузла в ценах 1961 года составила 99,1 млн руб. Ввод станции в эксплуатацию позволил значительно сократить дефицит электроэнергии и мощности в Ленинградской энергосистеме.
С момента ввода в эксплуатацию Верхне-Свирская ГЭС входила в состав Ленинградского районного управления «Ленэнерго», в 1989 году преобразованного в производственное объединение энергетики и электрификации «Ленэнерго», а в 1992 году в АООТ (позднее ОАО) «Ленэнерго». В 2005 году в рамках реформы РАО «ЕЭС России» гидроэлектростанции Ленинградской области, в том числе и Верхне-Свирская ГЭС, были выделены из состава «Ленэнерго» и переданы в состав ПАО «ТГК-1». Организационно в ходит в Невский филиал компании, структурное подразделение Каскад Ладожских ГЭС. В связи с продолжительным сроком работы станции, её оборудование и сооружения постепенно модернизируются. В 1992—1995 годах были заменены гидрогенераторы, в 2007 году — силовые трансформаторы 220 кВ, в 2020—2021 годах — конструкции моста через сооружения ГЭС. Рассматривается возможность замены гидроагрегатов. С 1990-х годов ведутся работы по реконструкции судоходного шлюза. В 1979 году Верхне-Свирская ГЭС была включена в список памятников истории местного значения. Не позднее 2012 года станции было присвоено имя С. А. Казарова, возглавлявшего «Ленэнерго» на протяжении более чем 20 лет.